# Nikolaos Dosis
Nikolaos Dosis (25 gennaio 2001) è un calciatore svedese con cittadinanza greca, centrocampista svincolato.

## Carriera

### Club
Cresciuto nel settore giovanile dell'Östersund, debutta in prima squadra il 20 settembre 2020 in occasione dell'incontro di Allsvenskan pareggiato 1-1 contro il Djurgården. Nel suo primo campionato di Allsvenskan colleziona 8 presenze di cui 3 da titolare, mentre l'anno successivo totalizza 25 presenze giocando titolare in 16 occasioni. L'Allsvenskan 2021, tuttavia, vede i rossoneri retrocedere in seconda serie.
Dosis inizia con la maglia dell'Östersund anche il campionato di Superettan 2022, ma ad agosto viene ceduto ai ciprioti dell'Olympiakos Nicosia.

### Nazionale
Ha giocato sia nella nazionale greca Under-16 che nella nazionale svedese Under-16.

## Statistiche

### Presenze e reti nei club
Statistiche aggiornate al 31 dicembre 2021.
| Stagione        | Squadra         | Campionato      | Campionato | Campionato | Coppe nazionali | Coppe nazionali | Coppe nazionali | Coppe continentali | Coppe continentali | Coppe continentali | Altre coppe | Altre coppe | Altre coppe | Totale | Totale |
| Stagione        | Squadra         | Comp            | Pres       | Reti       | Comp            | Pres            | Reti            | Comp               | Pres               | Reti               | Comp        | Pres        | Reti        | Pres   | Reti   |
| --------------- | --------------- | --------------- | ---------- | ---------- | --------------- | --------------- | --------------- | ------------------ | ------------------ | ------------------ | ----------- | ----------- | ----------- | ------ | ------ |
| 2020            | Östersund       | A               | 8          | 0          | CS              | 1               | 0               |                    | -                  | -                  |             | -           | -           | 9      | 0      |
| 2021            | Östersund       | A               | 25         | 0          | CS              | 1               | 0               |                    | -                  | -                  |             | -           | -           | 26     | 0      |
| Totale carriera | Totale carriera | Totale carriera | 33         | 0          |                 | 2               | 0               |                    | -                  | -                  |             | -           | -           | 35     | 0      |